# 1908년 하계 올림픽 조정 남자 무타 페어
틀:역대 올림픽 조정
1908년 하계 올림픽 조정 남자 무타 페어는 1908년 하계 올림픽 조정의 4가지 세부종목 중 하나였다. 1팀당 2명의 선수로 구성되었으며, 한 국가당 최대 2팀까지 출전시킬 수 있었다.
3개국 4팀이 출전하였으며, 영국 2팀이 금메달과 은메달을, 캐나다팀과 독일팀이 공동 동메달을 차지하였다.

## 경기 방식
1908년 하계 올림픽에서는 1:1 경기를 2라운드에 걸쳐 치르는 것으로 편성되었다. 총 4팀이 참가했으며, 준결승이 첫 라운드였다. 준결승에서 패한 선수들에게는 각각 동메달이 수여되어 모든 참가자가 메달을 획득했다. 코스 길이는 1.5마일이었으며, 출발점과 중간쯤에서 약간의 굴곡이 있었다.

## 최종 순위
| 순위 | 보            | 스트로크      | 국가   |
| ---- | ------------- | ------------- | ------ |
| 1    | 존 페닝       | 고든 톰슨     | 영국   |
| 2    | 조지 페어베언 | 필립 버던     | 영국   |
| 3    | 프레더릭 톰스 | 노웨이 잭스   | 캐나다 |
| 3    | 마틴 슈탄케   | 빌리 뒤스코우 | 독일   |

## 결과

### 준결승

#### 준결승 1차전
| 순위 | 보            | 스트로크    | 국가   | 시간   |
| ---- | ------------- | ----------- | ------ | ------ |
| 1    | 존 페닝       | 고든 톰슨   | 영국   | 9:46.0 |
| 2    | 프레더릭 톰스 | 노웨이 잭스 | 캐나다 | 불명   |

#### 준결승 2차전
| 순위 | 보            | 스트로크      | 국가 | 시간    |
| ---- | ------------- | ------------- | ---- | ------- |
| 1    | 조지 페어베언 | 필립 버던     | 영국 | 11:05.0 |
| 2    | 마르틴 슈탄케 | 빌리 뒤스코브 | 독일 | 불명    |

### 결승전
| 순위 | 보            | 스트로크  | 국가 | 시간   |
| ---- | ------------- | --------- | ---- | ------ |
| 1    | 존 페닝       | 고든 톰슨 | 영국 | 9:41.0 |
| 2    | 조지 페어베언 | 필립 버던 | 영국 | 불명   |

## 참고 문헌
1. ↑  Official Report, p. 37.
2. ↑  “Rowing at the 1908 London Summer Games: Men's Coxless Pairs”. 《Sports Reference》. 2020년 4월 18일에 원본 문서에서 보존된 문서. 2018년 7월 22일에 확인함.
3. ↑  Official Report, pp. 237–38.

## 자료
- Cook, Theodore Andrea (1908). 《The Fourth Olympiad, Being the Official Report》. London: British Olympic Association.
- De Wael, Herman (2001). “Rowing 1908”. 《Herman's Full Olympians》. 2007년 12월 13일에 원본 문서에서 보존된 문서. 2006년 5월 6일에 확인함.

틀:올림픽 조정 남자 무타 페어 금메달리스트